# Aeletes rugipygus
Aeletes rugipygus är en skalbaggsart som beskrevs av Wenzel 1944. Aeletes rugipygus ingår i släktet Aeletes och familjen stumpbaggar. Inga underarter finns listade i Catalogue of Life.